# Héléna Cazaute
Héléna Cazaute, née le 17 décembre 1997 à Narbonne (Aude), est une joueuse internationale française de volley-ball évoluant au poste de réceptionneuse-attaquante.
Lors de la saison 2020-2021, elle remporte le doublé championnat-coupe de France avec l'ASPTT Mulhouse et est élue meilleure joueuse de Ligue AF.

## Biographie

### Famille et formation
Originaire de Gruissan, petite commune du Narbonnais, elle est issue d'une famille de volleyeurs. Sa mère est une ancienne joueuse, qui évolue jusqu'en Nationale 1 avec Montpellier. Ses deux sœurs jouent également dans cette division, l'une au poste de passeuse, et l'autre à celui de libéro. Son père, ancien joueur de rugby, est chargé de la présidence du Volley Club Gruissan. Héléna Cazaute grandit dans l'environnement de ce dernier où elle commence la pratique à l'âge de 8 ans. Durant cette période, elle se forme aux côtés de Margaux Bouzinac et Alisée Camberabero et remportent ensemble de nombreux titres nationaux. Elle est entraînée par sa mère jusqu’à son départ pour l’Institut fédéral de volley-ball (IFVB) en 2013.
Avec l'équipe du Pôle France, elle découvre le Championnat Élite lors de la saison 2013-2014,.

### Carrière en club

#### Débuts et révélation en Ligue AF avec Béziers (2014-2017)
Sa carrière professionnelle débute sous les couleurs du Béziers Volley lors de la saison 2014-2015. Elle affirme sur son adaptation au sein du club : « Rapidement, j’ai réussi à grappiller du temps de jeu, je suis devenue titulaire dès la deuxième année.Je remercie le club, parce que ce n’était pas évident de faire confiance si tôt à une jeune joueuse. » Evoluant au poste de réceptionneuse-attaquante, elle s’impose très rapidement comme l’une des meilleures joueuses de Ligue A, avant de subir un coup d’arrêt en décembre 2016, victime d’une rupture des ligaments croisés du genou, qui la contraint à mettre un terme prématuré à sa 3e année avec les Angels. Elle profite cependant de sa convalescence pour valider son brevet professionnel de la jeunesse, de l'éducation populaire et du sport (BPJEPS),.

#### Confirmation au RC Cannes puis à Mulhouse (2017-2021)

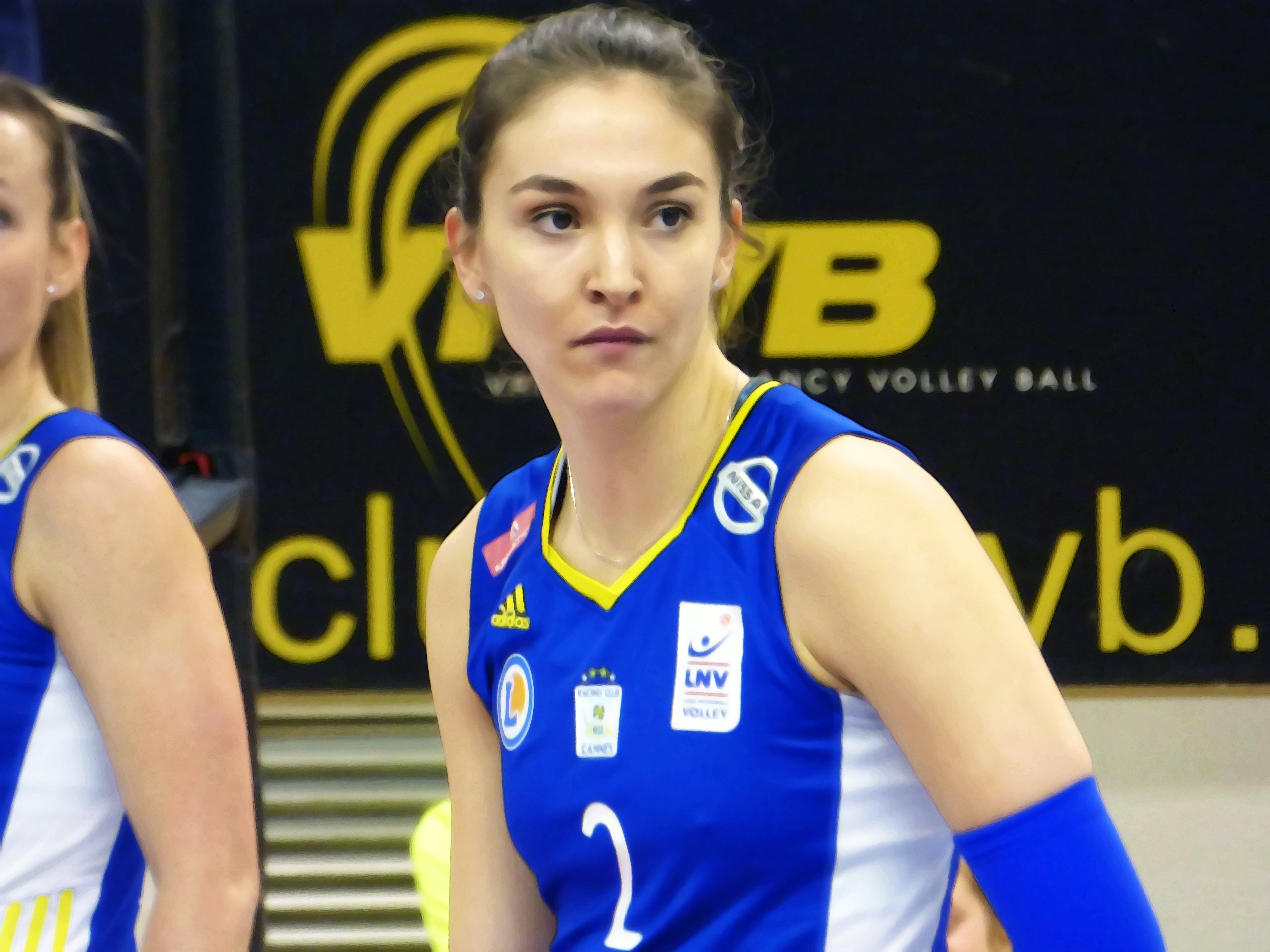
Sous les couleurs du RC Cannes lors de la saison 2017-2018.

En mai 2017, elle signe un contrat de deux saisons avec le Racing Club de Cannes. Lors de sa première année, elle retrouve peu à peu son niveau d'avant blessure, ce qui lui permet de contribuer à la victoire du Racing en Coupe de France, en mars 2018,. Au terme de la saison de Ligue AF, elle s'incline en finale des play-offs face à ses anciennes partenaires de Béziers. Lors de l'exercice suivant, elle est sacrée championne de France pour la première fois, après la double victoires de son équipe en finale de play-offs contre le Volley-Ball Nantes.
En 2019, elle rejoint les rangs de l'ASPTT Mulhouse. Elle vit une première saison marquée par la pandémie de Covid-19, occasionnant l'arrêt des compétitions sur le plan national et européen. En mai 2020, elle prolonge son contrat d'une saison supplémentaire avec le club alsacien. Lors de l'exercice 2020-2021, elle remporte pour la seconde fois la Ligue AF, l'ASPTT Mulhouse devançant assez largement le Béziers Volley en tête du classement. Le 25 avril 2021, elle réalise le doublé après la victoire de son équipe en finale de la Coupe de France face au Istres Provence Volley. Pour l'ensemble de ses performances, elle est désignée meilleur joueuse de LAF.

#### Expérience du haut niveau en Italie (depuis 2021)
En 2021, elle rejoint la formation italienne de Chieri '76, évoluant dans le réputé Championnat de Série A1. Elle déclare lors de son arrivée : « Je voulais vraiment venir en Italie, être capable de jouer dans le meilleur championnat du monde était mon rêve ». Au début de l'exercice 2022-2023, elle remporte la Coupe de la WEVZA (it) et est élue meilleure joueuse du tournoi. Le 23 mars 2023, elle remporte la Challenge Cup face au club roumain du CSM Lugoj en inscrivant 15 points lors de la finale retour.
Durant l'intersaison 2023, elle est recrutée par le Vero Volley Milan et évolue dans une équipe de renommée mondiale aux côtés de joueuses comme Paola Egonu, Myriam Sylla, Alessia Orro, Raphaela Folie ou encore Brenda Castillo. Le 14 novembre 2023, elle retrouve le public du palais des sports de Mulhouse à l'occasion de la 2e journée de la phase de groupes de la Ligue des champions. Dans une rencontre inégale où elle inscrit 7 points dont un ace, Milan s'impose aisément en 3 sets face aux Alsaciennes. Le 18 février suivant, elle s'incline en finale de la Coupe d'Italie contre Conegliano. Le 12 mars 2024, elle est désignée meilleure joueuse de la demi-finale aller de C1 face à Fenerbahçe, avec notamment 11 points inscrits et 58 % de réception positive. Le 5 mai 2024, son club dispute à Antalya en Turquie, la première finale de Ligue des champions de son histoire face à Conegliano. Les Milanaises s'inclinent en cinq manches (14-25, 25-23, 19-25, 25-19, 9-15). Auteure d'une première saison mitigée en Lombardie, elle bénéficie d'un temps de jeu conséquent lors de la finale, au côté de Myriam Sylla en réception-attaque, et termine la rencontre avec 10 points inscrits dont 2 aces,.
Lors de la saison 2024-2025, elle parvient jusqu'en finale des play-offs de Serie A1, où son équipe affronte le sextuple champion en titre Conegliano. Les Milanaises s'inclinent nettement par 3 matchs à 0. Après une défaite en demi-finale face à Conegliano, elle prend la 3e place de la C1 2024-2025, successivement à la victoire en 4 sets de son équipe face aux Stambouliotes du Vakıfbank (25-15, 25-19, 23-25, 25-18).

### Équipe nationale française

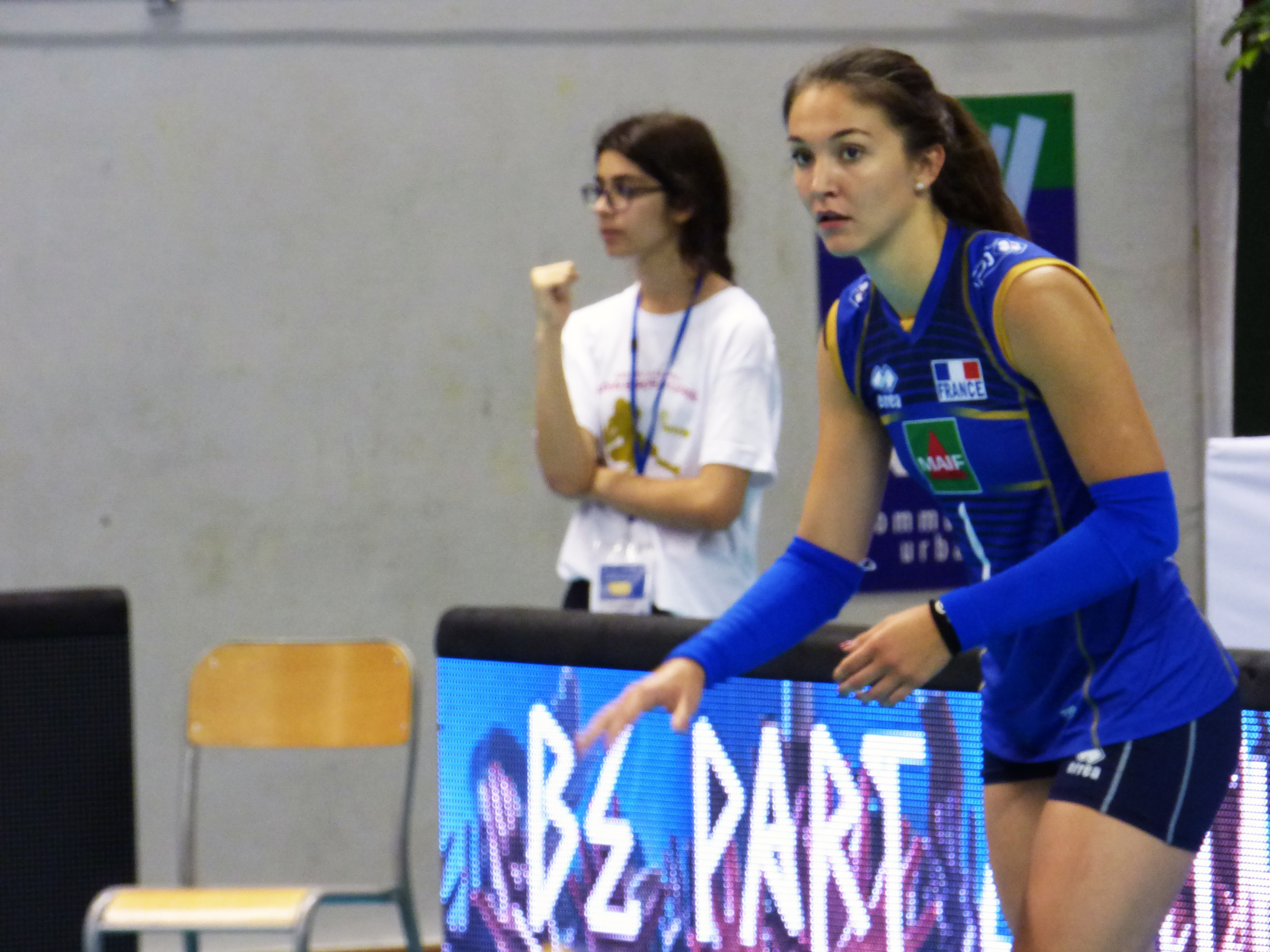
Lors de France-Finlande au Parc des Sports de Vandœuvre-lès-Nancy (Ligue européenne, 2 juin 2018 en sport).

Héléna Cazaute joue dans toutes les sélections de jeunes. Avec l'équipe de France des moins de 18 ans, elle participe au Championnat d'Europe en 2013 où les Cadettes se classent 11e.
En 2015, elle obtient sa première sélection en équipe de France A, sous la direction de Magali Magail.
Sélectionnée par Émile Rousseaux à partir de 2018, elle dispute sa première grande compétition internationale lors du Championnat d'Europe 2019 où les Bleues sont éliminées dès le premier tour. Lors de l'édition suivante en 2021, elle est la capitaine de l'équipe qui réalise l'exploit d'atteindre les quarts de finale, constituant une première depuis 2013. En 2022, elle prend part à la Ligue européenne et fait partie des cadres menant la sélection à son premier titre historique. En septembre 2022, elle participe à la première édition du Tournoi de France où les Bleues se classent 2e derrière le Japon. L'année 2023 confirme la progression de l'équipe avec un second titre remporté lors de la Challenger Cup disputée à domicile, qui assure dans le même temps la première qualification de la France en Ligue des nations. En août 2023, elle dispute son 3e Championnat d'Europe consécutif, où la sélection atteint une nouvelle fois le stade des quarts de finale, éliminée par l'Italie, la nation hôte.

## Clubs
- Institut fédéral (2013–2014)
- Béziers Volley (2014–2017)
- RC Cannes (2017–2019)
- ASPTT Mulhouse (2019–2021)
- Chieri '76 (2021–2023)
- Vero Volley Milan (2023–)

## Palmarès

### En sélection nationale
- Challenger Cup (1) :
  -  Vainqueur en 2023.
- Ligue européenne (1) :
  -  Vainqueur en 2022.
- Tournoi de France (amical) :
  - Finaliste en 2022.
- Coupe Savaria (1) (amical) :
  - Vainqueur en 2019.

### En club
en France
- Championnat de France (2) :
  - Vainqueur en 2019, 2021.
  - Finaliste en 2018.
- Coupe de France (2) :
  - Vainqueur en 2018, 2021.
  - Finaliste en 2017.

en Italie
- Ligue des champions :
  - Finaliste en 2024.
  - 3e place en 2025.
- Challenge Cup (1) :
  - Vainqueur en 2023.
- Coupe de la WEVZA (1) :
  - Vainqueur en 2022 (it).
- Championnat d'Italie :
  - Finaliste en 2025.
- Coupe d'Italie :
  - Finaliste en 2024.
- Supercoupe d'Italie :
  - Finaliste en 2023, 2024.

### Distinctions individuelles
en sélection
- Meilleure réceptionneuse de la Ligue européenne 2016.
- Meilleure réceptionneuse-attaquante du Tournoi de France 2022 (amical).

en club
- Meilleure joueuse et réceptionneuse-attaquante du Championnat de France 2021 (2).
- Meilleure joueuse de la finale de la Coupe de France 2021.
- Meilleure joueuse de la Coupe de la WEVZA 2022 (it).

## Autre activité
Héléna Cazaute est également une joueuse de beach-volley. En 2013, elle termine vice-championne de France de la discipline en duo avec Aline Chamereau.